# 卡納萊特
卡納萊特是哥倫比亞的城鎮，位於該國西北部，由科爾多瓦省負責管轄，始建於1952年，面積394平方公里，海拔高度25米，2005年人口14,466，人口密度每平方公里36.72人。

## 外部連結
- （西班牙文） Gobernacion de Cordoba - Canalete[永久]
- （西班牙文） Canalete official website

8°47′24″N 76°14′28″W / 8.79°N 76.2411°W